# Nikolaj Nikolajevitj

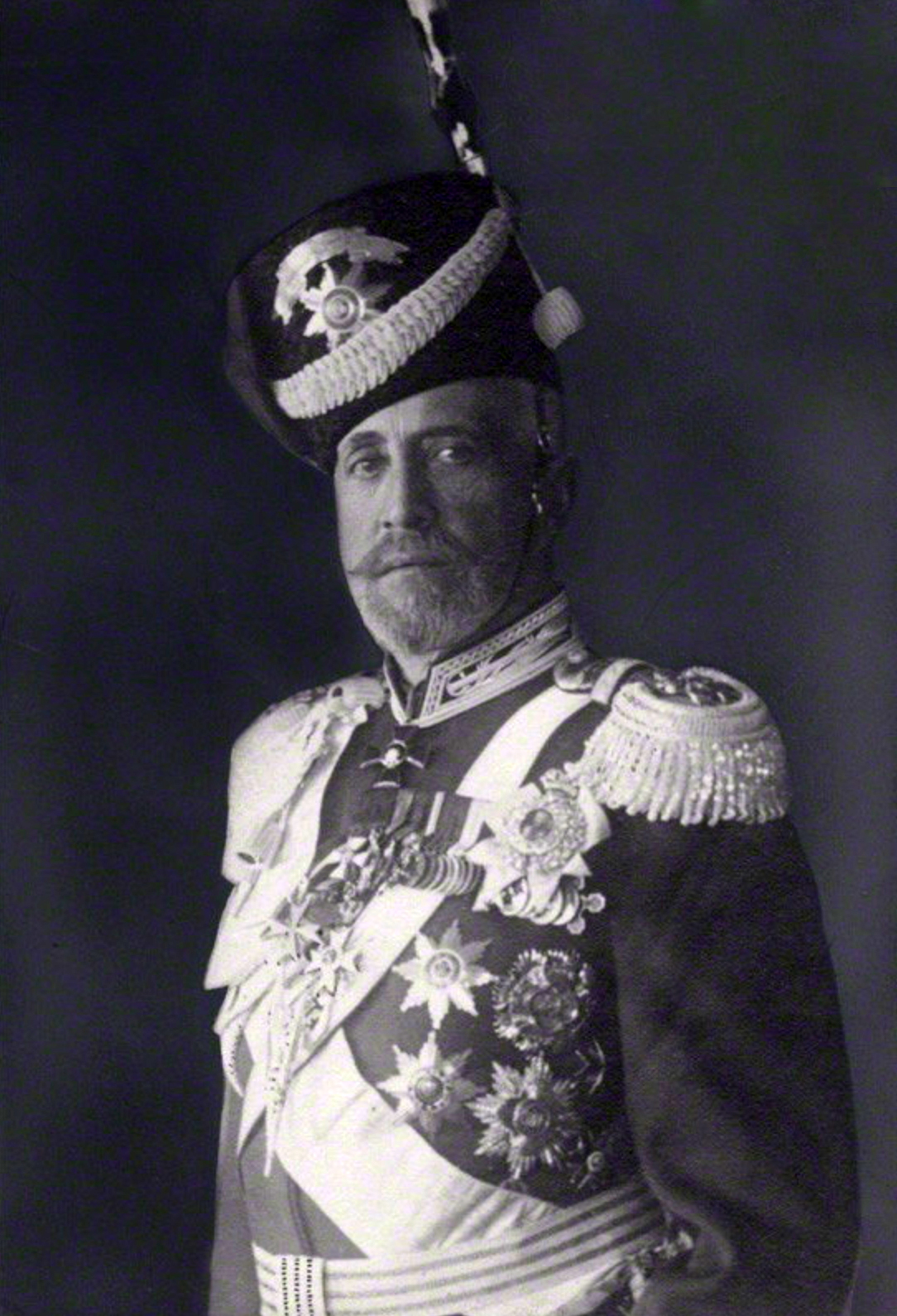
Storfurst Nikolaj (1856-1929).

Nikolaj Nikolajevitj, född 6 november (18 november n.s.) 1856 i Sankt Petersburg, död 5 januari 1929 i Antibes, var en rysk storfurste och general. Han var son till storfurst Nikolaj och Alexandra av Oldenburg och sonson till tsar Nikolaj I.
Nikolaj Nikolajevitj deltog som medlem av generalstaben i rysk-turkiska kriget 1877-1878, blev regementschef vid kavalleriet 1884, generalinspektör för kavalleriet 1895, samt president i försvarsrådet, chef för gardena och högste befälhavare i Sankt Petersburgs milititärdistrikt 1905. Nikolaj arbetade energiskt för att höja den ryska arméns krigsberedskap och utnämndes till överbefälhavare för armén vid första världskrigets utbrott 1914. Han vann betydande framgångar mot Österrike-Ungern 1914-1915, men lyckades inte förhindra de stora nederlagen mot tyskarna i Ostpreussen och Polen. Av inrikespolitiska skäl entledigades Nikolajevitj i september 1915 från sitt befäl när Nikolaj II personligen övertog kommandot.
Nikolajevitj utsågs i stället till vicekonung och befälhavare i Kaukasien. Efter tsarens abdikation i samband med februarirevolutionen 1917 blev Nikolaj åter överbefälhavare men avsattes kort därefter och internerades på Krim.
Han frigavs 1918 och tillhörde sen de åttiotal personer som evakuerades på det brittiska fartyget HMS Marlborough från Krim tillsammans med änketsaritsan Maria Fjodorovona i april 1919. Han emigrerade till Italien, varifrån han 1922 flyttade till Frankrike, där han fram till sin död var bosatt på slottet Choigny utanför Paris.
Nikolaj åtnjöt internationellt högt anseende som militär. Han gifte sig 1907 i Jalta på Krim med sin brors svägerska, prinsessan Anastasia av Montenegro (1868-1935). De var barnlösa.